# قلعة حاج ميرزا أغاسي
قلعة حاج ميرزا أغاسي (بالإنجليزية: Qaleh-ye Hajj Mirza Aghasi)‏ هي human-geographic territorial entity تقع في أصفهان في إيران.